# How Deep is Your Love
"How Deep Is Your Love" – utwór wydany w 1977 roku przez brytyjski zespół Bee Gees. Autorami tekstu są bracia Gibb. W 1983 zespół został oskarżony przez amerykańskiego pisarza tekstów Ronalda Selle o kradzież linii melodycznej z utworu Let It End.

## Notowania
Piosenka zajęła 366 miejsce na liście 500 utworów wszech czasów magazynu Rolling Stone. 24 grudnia 1977 utwór zdobył 1 miejsce na liście Billboard Hot 100 i pozostał w najlepszej dziesiątce przez 17 tygodni.
| Lista     | Pozycja |
| --------- | ------- |
| Australia | 3       |
| Austria   | 13      |
| Belgia    | 6       |
| Brazylia  | 1       |
| Kanada    | 6       |
| Chile     | 1       |
| Finlandia | 6       |
| Francja   | 1       |
| Niemcy    | 21      |
| Irlandia  | 2       |